# Reideen the Superior

Reideen the Superior (超者ライディーン, Chōja Raidīn) est une série télévisée d'anime japonaise réalisée par Toshifumi Kawase, diffusée en 1996. C'est un remake de Yūsha Raideen (1975).
En France, la série a été diffusée sur les chaînes du groupe AB (AB1, Mangas).